# Linia kolejowa Wilno – Stasiły
Linia kolejowa Wilno – Stasiły – linia kolejowa na Litwie łącząca stację Wilno ze stacją Stasiły i granicą państwową z Białorusią. Jest to fragment linii Równe – Baranowicze – Wilno.
Znajduje się w Wilnie oraz w rejonach wileńskim i solecznickim. Linia na całej długości jest jednotorowa i niezelektryfikowana (z wyjątkiem stacji Wilno, która posiada trakcję).

## Historia
Linia początkowo leżała w Imperium Rosyjskim, w latach 1918–1945 w Polsce, następnie w Związku Sowieckim (1945–1991). Od 1991 położona jest na Litwie.